# ميرا كارتر
ميرا كارتر (بالإنجليزية: Myra Carter)‏ هي ممثلة أمريكية، ولدت في 27 أكتوبر 1930 بشيكاغو في الولايات المتحدة، وتوفيت في 9 يناير 2016 بنيويورك في الولايات المتحدة بسبب ذات الرئة.

## أعمال

### أفلام
- (1999) 8مم[6]

## وصلات خارجية
- ميرا كارتر على موقع IMDb (الإنجليزية)
- ميرا كارتر على موقع قاعدة بيانات برودواي على الإنترنت (الإنجليزية)
- ميرا كارتر على موقع قاعدة بيانات الفيلم (الإنجليزية)